# Francisco Romão
Francisco Romão de Oliveira e Silva (Luanda, 1 de outubro de 1942 — 25 de julho de 2004) foi um político angolano que actuou como vice-ministro das Relações Exteriores.
Foi Governador da Província de Luanda de 1980 a 1981, Embaixador na Jugoslávia de 1981 a 1987 e Embaixador no Brasil de 1987 a 1993.
Morreu em aparente suicídio ao saltar do oitavo andar do Hotel Presidente da capital, em Luanda.